# Germaine Deschanel
Pour les articles homonymes, voir Deschanel.
Germaine Deschanel, née Germaine Brice de Ville le 13 septembre 1876 à Vezin-le-Coquet et morte le 8 juillet 1959 à Neuilly-sur-Seine, est l'épouse de Paul Deschanel, président de la République française du 18 février au 21 septembre 1920.

## Biographie

### Famille
Camille Armande Marie Germaine Brice de Ville est la fille du député d'Ille-et-Vilaine René Joseph Brice de Ville, et la petite-fille du dramaturge Camille Doucet.
Le 13 février 1901 à la mairie du 6e arrondissement de Paris, elle épouse le président de la Chambre des députés, Paul Deschanel. Le couple a trois enfants :
- Renée Antoinette Deschanel (1902-1977), épouse Waldmann puis Duval ;
- Jean Deschanel (1904-1963) ;
- Louis-Paul Deschanel (1909-1939).

### Épouse du président de la République

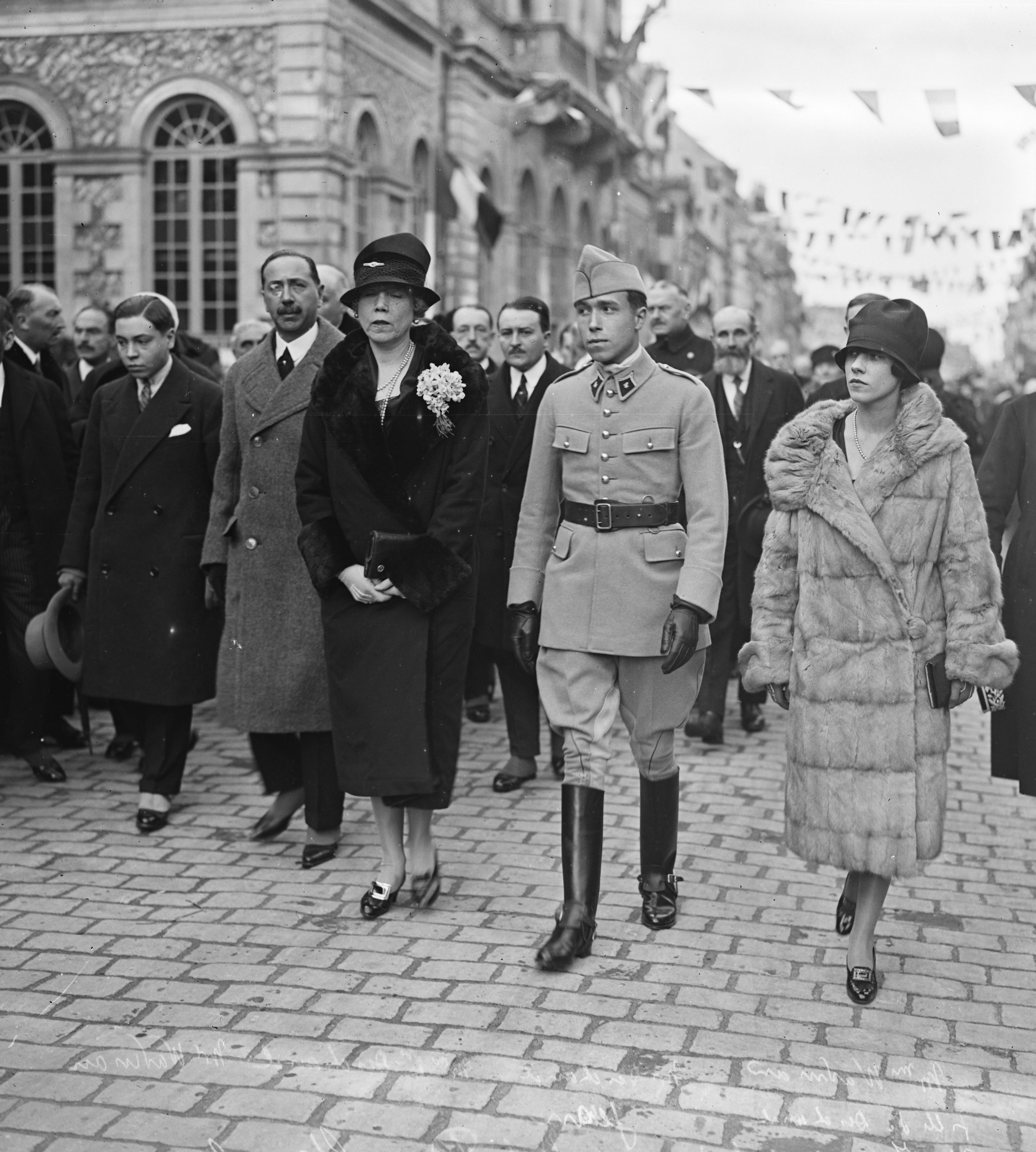
La famille Deschanel lors de l’inauguration d’une statue rendant hommage à Paul Deschanel (Nogent-le-Rotrou, 24 octobre 1926).

Goûtant avec plaisir les mondanités, Germaine Deschanel s’installe au palais de l'Élysée après l'élection de son mari à la présidence de la République.
Discrète et réservée, l'épouse du chef de l'État ne s'immisce guère dans les affaires publiques et se cantonne au rôle d'hôtesse du palais présidentiel, où vivent avec elle ses jeunes enfants.
Toutefois, après avoir séjourné avec sa famille au manoir de la Monteillerie (Calvados) pendant quelques semaines puis au château de Rambouillet durant deux mois, Paul Deschanel, victime d'une dépression, démissionne le 21 septembre 1920.

### Après l’Élysée
À sa sortie de l'Élysée, Paul Deschanel accepte son hospitalisation en maison de repos puis est élu sénateur, mais meurt le 28 avril 1922, des suites d'une maladie des poumons. Germaine Deschanel ne se remarie pas et meurt 37 ans plus tard, en 1959.

## Filmographie
Germaine Deschanel est incarnée par l'actrice Astrid Whettnall dans le film Le Tigre et le Président, sorti en 2022.